# Leon Benoit
Leon Earl Benoit (né le 7 juillet 1950) est un homme politique canadien ; il a été député à la Chambre des communes du Canada, représentant la circonscription albertaine de Vegreville—Wainwright de 2004 à 2015 sous la bannière du Parti conservateur du Canada.

## Biographie
Anciennement économiste et agriculteur, il a d'abord été élu en 1993 dans la circonscription de Vegreville sous la bannière du Parti réformiste du Canada. Il a ensuite été le député de Lakeland de 1997 à 2004 (de 2000 à 2004 il était député sous l'Alliance canadienne). De 2004 à 2015, il est député de la circonscription Vegreville—Wainwright sous la bannière du Parti conservateur. Il ne s'est pas représenté aux élections générales de 2015.